# Colonia Nueva la Pochota
Colonia Nueva la Pochota är en ort i Mexiko.   Den ligger i kommunen Tres Valles och delstaten Veracruz, i den sydöstra delen av landet, 300 km öster om huvudstaden Mexico City. Colonia Nueva la Pochota ligger 58 meter över havet och antalet invånare är 282.
Terrängen runt Colonia Nueva la Pochota är huvudsakligen platt. Colonia Nueva la Pochota ligger uppe på en höjd. Runt Colonia Nueva la Pochota är det ganska tätbefolkat, med 160 invånare per kvadratkilometer. Närmaste större samhälle är Tuxtepec, 17,2 km söder om Colonia Nueva la Pochota. Trakten runt Colonia Nueva la Pochota består till största delen av jordbruksmark.